# Conjecture d'Agoh-Giuga
En théorie des nombres, la conjecture d'Agoh-Giuga sur les nombres de Bernoulli {\displaystyle B_{k}} énonce qu'un entier p est un nombre premier si, et seulement si :
{\displaystyle pB_{p-1}\equiv -1{\pmod {p}}\,.}
(La notation {\displaystyle a\equiv b{\pmod {p}}} signifie ici que p divise le numérateur de {\displaystyle a-b} mais pas le dénominateur de {\displaystyle a-b}.)
La condition de la conjecture est nécessaire car on sait, d'après le théorème de von Staudt-Clausen, que {\displaystyle pB_{2m}\equiv -1{\pmod {p}}} pour tout nombre premier p tel que {\displaystyle p-1} divise 2m et que {\displaystyle 2B_{1}\equiv -1{\pmod {2}}\,}.
La conjecture ainsi énoncée est due à Takashi Agoh. Une formulation équivalente due à Giuseppe Giuga est qu'un nombre p est premier si, et seulement si :
{\displaystyle 1^{p-1}+2^{p-1}+\cdots +(p-1)^{p-1}\equiv -1{\pmod {p}}\qquad (1)}.
Voir l'article nombres de Giuga. L'équivalence entre les deux formulations est démontrée par Agoh.
Dans la formulation de Giuga, une implication se déduit du petit théorème de Fermat. En effet, selon celui-ci, si p est un nombre premier, alors pour tout entier a entre 1 et p-1, la puissance p-1e de a est congrue à 1 modulo p. La congruence (1) s'obtient en sommant ces relations. Giuga a démontré qu'un possible contre-exemple {\displaystyle n} (c'est-à-dire un nombre composé vérifiant la congruence (1)) est un nombre de Carmichael ; il a vérifié la conjecture pour  n  < 101000  ; Edmondo Bedocchi  l'a vérifié pour  n  < 101700 , et en 1996 Borwein et d'autres sont allés jusqu'à  n  < 1013800 . Laerte Sorini, enfin, dans un ouvrage de 2001, a montré qu'un contre-exemple éventuel devait être un nombre  n  supérieur à 1036067  qui est la limite suggérée par Bedocchi pour des raisons techniques à la démonstration indiquée par Giuga à sa propre conjecture.